# Neoferdina japonica
Neoferdina japonica is een zeester uit de familie Goniasteridae.
De wetenschappelijke naam van de soort werd in 1986 gepubliceerd door Oguro & Misaki.